# Jennifer Warnes
Jennifer Jean Warnes, född 3 mars 1947 i Seattle, Washington, är en amerikansk sångerska.

## Karriär
Warnes är mest känd för sina tolkningar av sånger av Leonard Cohen, James Taylor och Buffy Sainte-Marie, samt för två av 1980-talets största filmmusikhittar: duetterna "Up Where We Belong" från filmen En officer och gentleman, tillsammans med Joe Cocker, och "(I've Had) The Time of My Life" från Dirty Dancing, tillsammans med Bill Medley.
I början av sin karriär använde hon tidvis artistnamnen Jennifer Warren (vilket ledde till sammanblandning med skådespelerskan med samma namn) samt Jennifer (utan efternamn).
Hon var under lång tid bakgrundssångare åt Leonard Cohen, på såväl turnéer som skiva. Hennes karaktäristiska altröst var en viktig del av hans sound på 1970- och 80-talen. 1987 gav hon ut albumet Famous Blue Raincoat, med egna tolkningar av Cohens sånger, som exempelvis "First We Take Manhattan".

## Priser
- Låten It Goes Like it Goes, med Warnes som sångsolist, vann en Oscar för bästa sång 1979.[6]
- Up Where We Belong vann en Oscar för bästa sång 1982.[7]
- (I've Had) The Time of My Life vann en Oscar för bästa sång 1987.[8]

## Diskografi
Studioalbum
- 1968 – I Can Remember Everything
- 1969 – See Me, Feel Me, Touch Me, Heal Me
- 1972 – Jennifer
- 1976 – Jennifer Warnes
- 1979 – Shot Through the Heart
- 1982 – The Best of Jennifer Warnes
- 1987 – Famous Blue Raincoat
- 1992 – The Hunter
- 2001 – The Well
- 2018 – Another Time, Another Place

Singlar (nummer 1 på Billboard Hot 100 (US) eller Billboard Adult Contemporary (US AC))
- 1976 – "Right Time of the Night" (US AC #1)
- 1982 – "Up Where We Belong" (med Joe Cocker) (US #1)
- 1987 – "(I've Had) The Time of My Life" (med Bill Medley) (US #1, US AC #1)
- 1987 – "First We Take Manhattan"

Samlingsalbum
- 1982 – Best of Jennifer Warnes
- 1992 – Just Jennifer
- 2000 – Best - First We Take Manhattan
- 2004 – Love Lifts Us Up: A Collection 1968-83
- 2013 – Platinum & Gold Collection

Annat
- 2007 – Famous Blue Raincoat - 20th Anniversary Edition [9]